# Padrão de publicação-assinatura
Em arquitetura de software, o padrão publish–subscribe ou pub-sub, traduzido ao português como padrão publicar-assinar ou publicação-assinatura, é um padrão de mensageria onde os publicadores categorizam as mensagens em tópicos, enquanto os assinantes expressam o seu interesse em receber determinados tópicos de mensagens, desacoplando publicador e assinante. Isso contrasta com o modelo típico de mensageria em que os publicadores enviam mensagens diretamente aos assinantes.
O padrão pub-sub é semelhante ao paradigma da fila de mensagens e normalmente faz parte de um sistema maior de middleware orientado a mensagens . A maioria dos sistemas de mensageria suporta os modelos pub-sub e filas de mensagens em sua API ; por exemplo, Serviço de Mensagens Java (JMS).
Esse padrão fornece maior escalabilidade de rede e uma topologia  mais dinâmica.

## História
Um dos primeiros sistemas pub-sub descritos publicamente foi o subsistema de "notícias" do Isis Toolkit, publicado no Symposium on Operating Systems Principles de 1987 da Association for Computing Machinery (ACM) (SOSP '87), em um artigo entitulado "Exploiting Virtual Synchrony in Distributed Systems".